# طالب حسن الحركاني
طالب حسن الحركاني (1954-2017م) شاعر عراقي، ولد في محافظة واسط التي تقع وسط العراق وهو أحد شعراء الشعر الحر في الأدب العربي. 

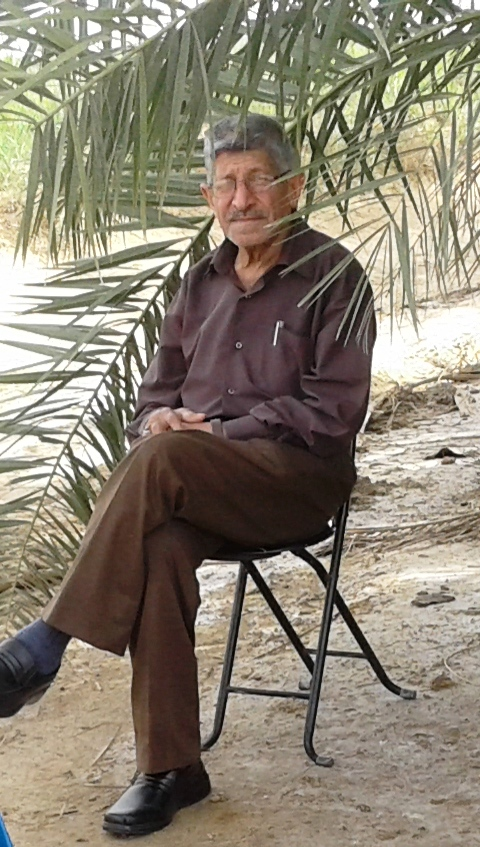

## تاريخه
ولد الشاعر الراحل في محافظة واسط / قضاء الكوت / العراق، وهي المدينة التي بناها الحجاج بن يوسف الثقفي وأفتتحها سنة 86 للهجرة 705م لتكون مقراً لجنودهِ، وتتصف هذهِ المدينة بشكلها الذي يشبه الجزيرة وتحيطها المياه من ثلاث جهات ( الشرق والغرب والجنوب)، وتقع هذه المدينة في المنطقة السهلية وعلى نهر دجلة، تتصف بالهدوء والسلام، لقد فقد الشاعر الحركاني والدهُ عندما كان يبلغ 12 ربيعاً، وكان لوفاة والده أثرهُ العميق في حياتهِ. عندما كان يدرس في الثانوية في سبعينيات القرن الماضي تعرف بصديقه (ب.ش) الذي كان له أثره الكبير في تغيير شخصية الشاعر وأفكاره لينضم للحزب الشيوعي العراقي آنذاك في مدينة الكوت كما ساعدهُ على اكتشاف موهبته الشعرية إذ نشر أول قصائدهِ عام 1976م في الصحف العراقية. انضمامه للحزب الشيوعي العراقي سببت له متاعب في دراستهِ نتيجة لحالات الاعتقال المتكرر لشخصه من قبل النظام السابق مما أدى لهروبه في أرجاء البلد المختلفة وتركه لدراسته حتى ألقيَّ القبض عليه وتم تجنيده إلزامياً في الحرب العراقية الإيرانية آنذاك، وفي ثمانينيات القرن المنصرم وبعد انتهاء الحرب العراقية الإيرانية عمل الشاعر في التجارة وكان من التجار المعروفين في المدينة في تلك الفترة، ولكن لظروف الحصار القاسية سببت له خسارة فادحة في تجارته أفقدته كل ما يملك بعدها، ليبقى بلا عمل لسنين طوال حتى أصابه مرض عضال (الروماتزم الرثوي) الذي لازمه لآخر أيامه، وبالرغم من كل الصعوبات التي واجهته في حياته إلا انه لم ييأس بل كان يود إكمال دراسته التي لطالما حلم بها، وكان لزوجته دور كبير في حياته وهي التي ساهمت في إعادته إلى مقاعد الدراسة, ليكمل دراسته الجامعية في كلية الآداب/ قسم اللغة الإنجليزية، وبعد تخرجه من الجامعة عمل مدرساً للغة الإنجليزية في وزارة التربية العراقية، وتنقل في مدارس مختلفة منها ( متوسطة عبير الرحمة، إعدادية ابن خفاجة، متوسطة المدى المسائية، إعدادية المصطفى وآخرها إعدادية الميمون للبنين ) وبقي فيها حتى تقاعد في 2016/2017م لتوافيه المنية في 26 حزيران من العام نفسه، وعلى أثر جلطة دماغية نزيفيه أودت بحياته.

## أعماله الأدبية
لطالب الحركاني مجموعة من القصائد الأدبية في الشعر الحر والتي نشرت في الصحف والمجلات العراقية على مدى مسيرته الأدبية منها ( جريدة العراق، طريق الشعب، الزمان، واسط, مجلة الأقلام والطليعة الأدبية)، وفي عام 2005م طبع أول دواوينه الأدبية بعنوان ( مملكة من نار ) لتتوالى بعدها مطبوعاتهِ الأدبية، ولكونهِ عضواً في اتحاد آدباء العراق/ فرع واسط جعله يزداد طموحاً لينشر مؤلفاته الشعرية الأخرى والتي تتمثل ب:
1.   مملكة من نار          شعر        2005م
2.   نقد للنقد العربي عبر مراحل التاريخ العربي       دراسات نقدية        2013م
3.   مدن الفوضى                     شعر         2008م
4.   الإله الموجوع                   شعر            2017م 

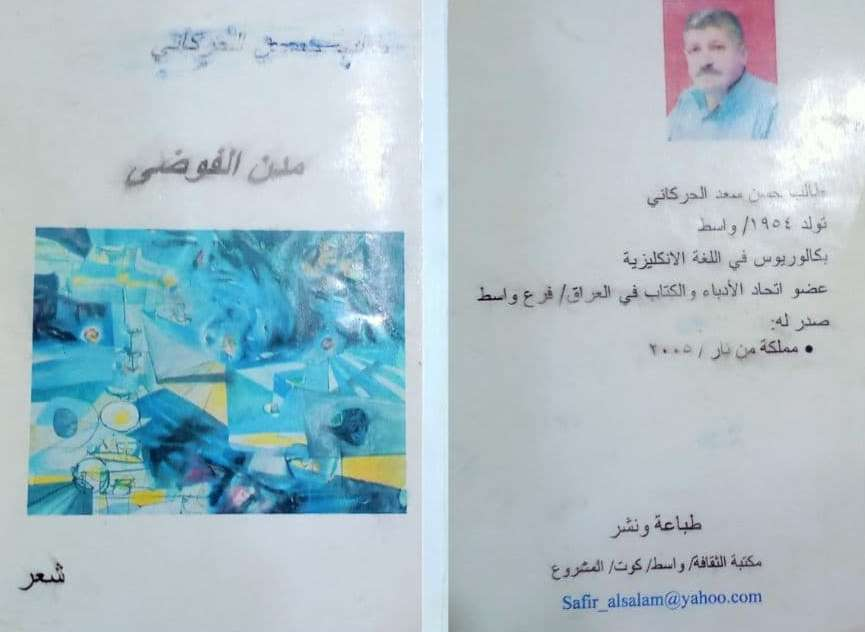

5.   حكايتي عن أهل الجنوب       شعر            2017م ( والذي صدر بعد وفاتهِ )
وله منشورات أخرى بالاشتراك مع إصدارات اتحاد أدباء العراق /واسط :
1.   عاشق من ميسيوبوتيميا         شعر            2007م
2.   تراتيل بحضرة السدة           شعر            2012م    

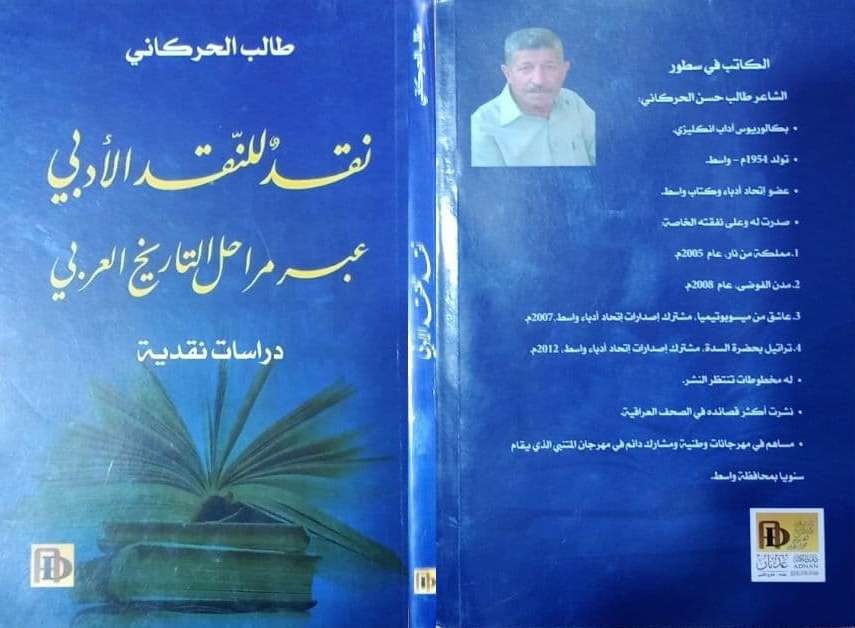

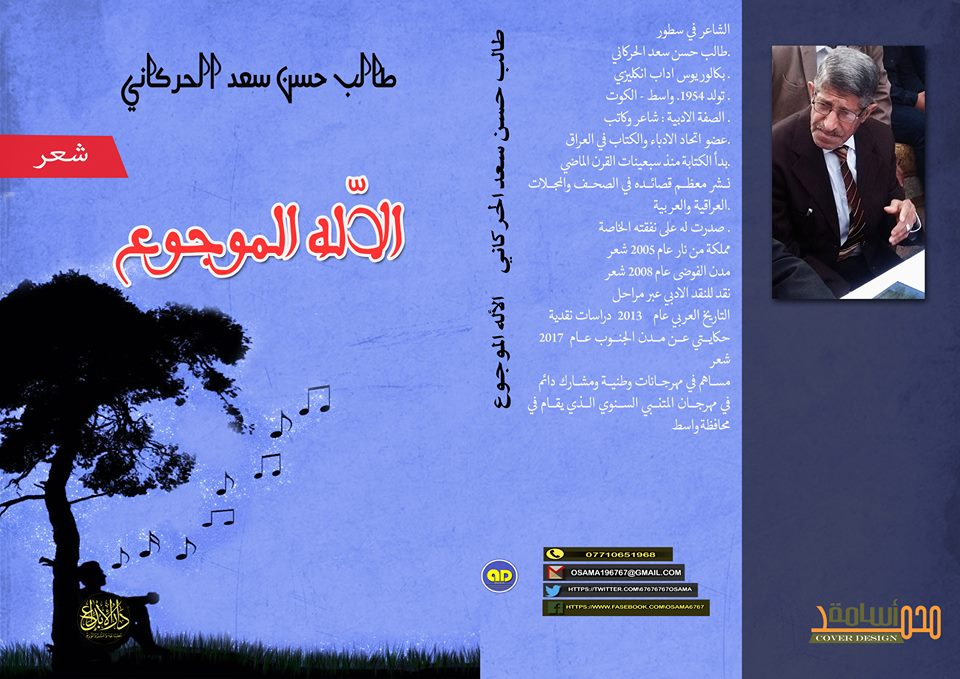

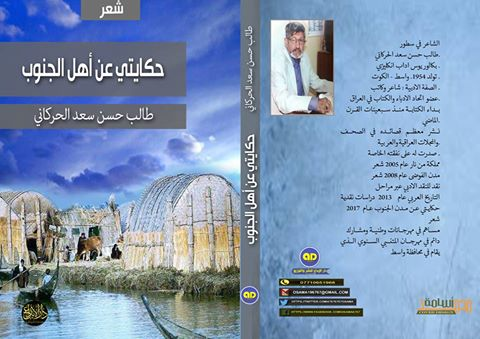

والشاعر مشارك في مهرجانات وطنية ومشارك دائم في مهرجان المتنبي الذي يقام سنوياً في محافظة واسط/ العراق، وهو من القراء المشجعين وبشكل دائم لنشاطات الشعراء الشباب، كما انه حصل على شهادة شكر وتقدير من  مهرجان الضاد من نابل إلى بغداد والذي أقيمَ في الجمهورية التونسية بتاريخ ت2/ 2017م عن مؤلفهِ الإله الموجوع. 

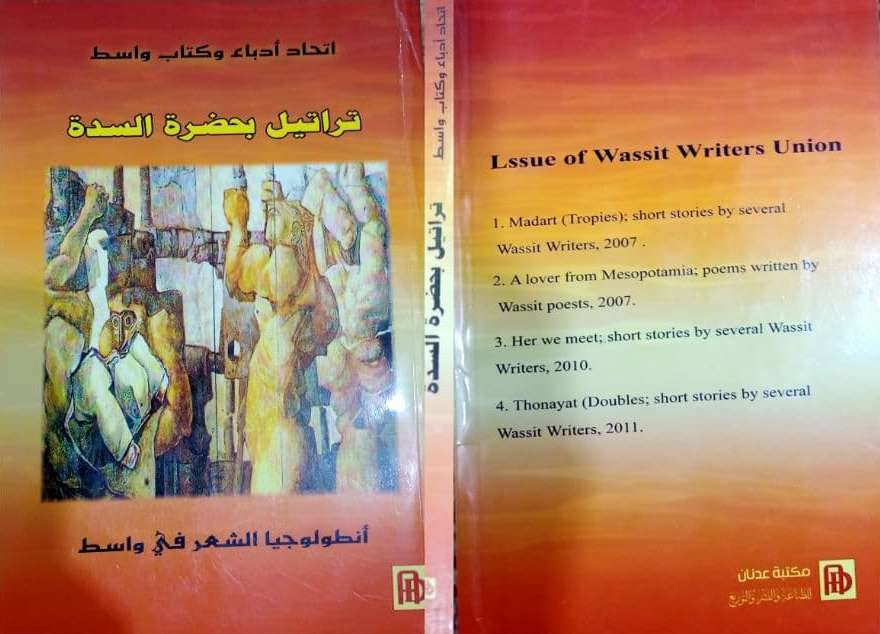

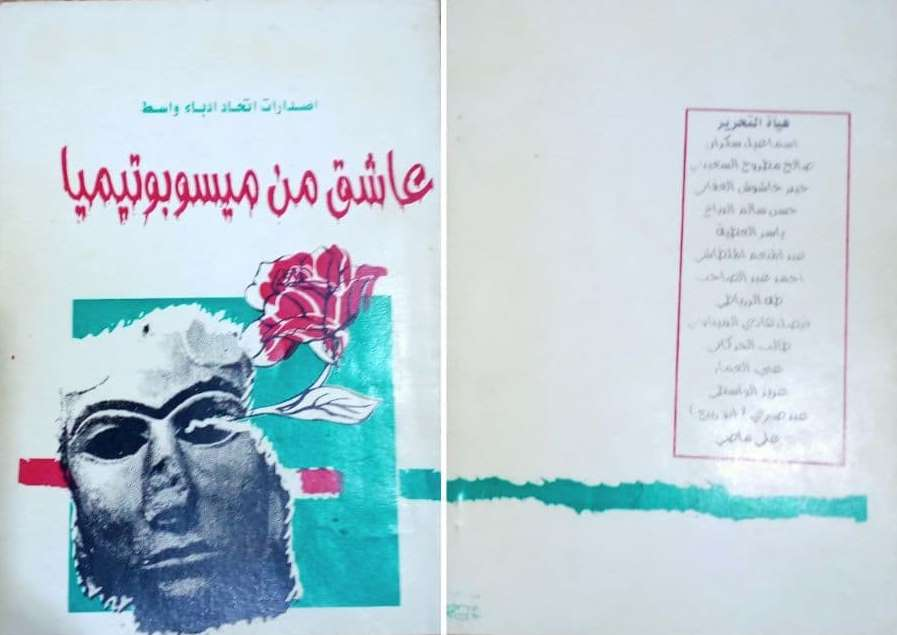

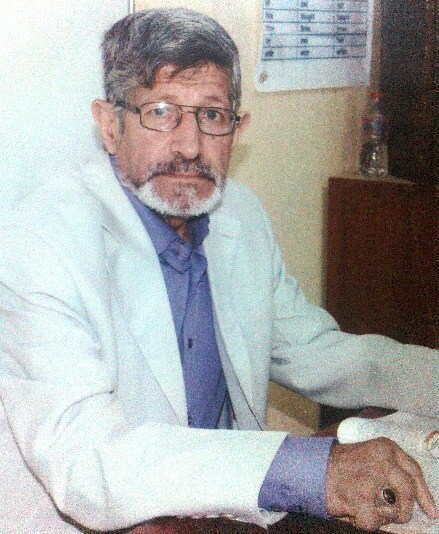

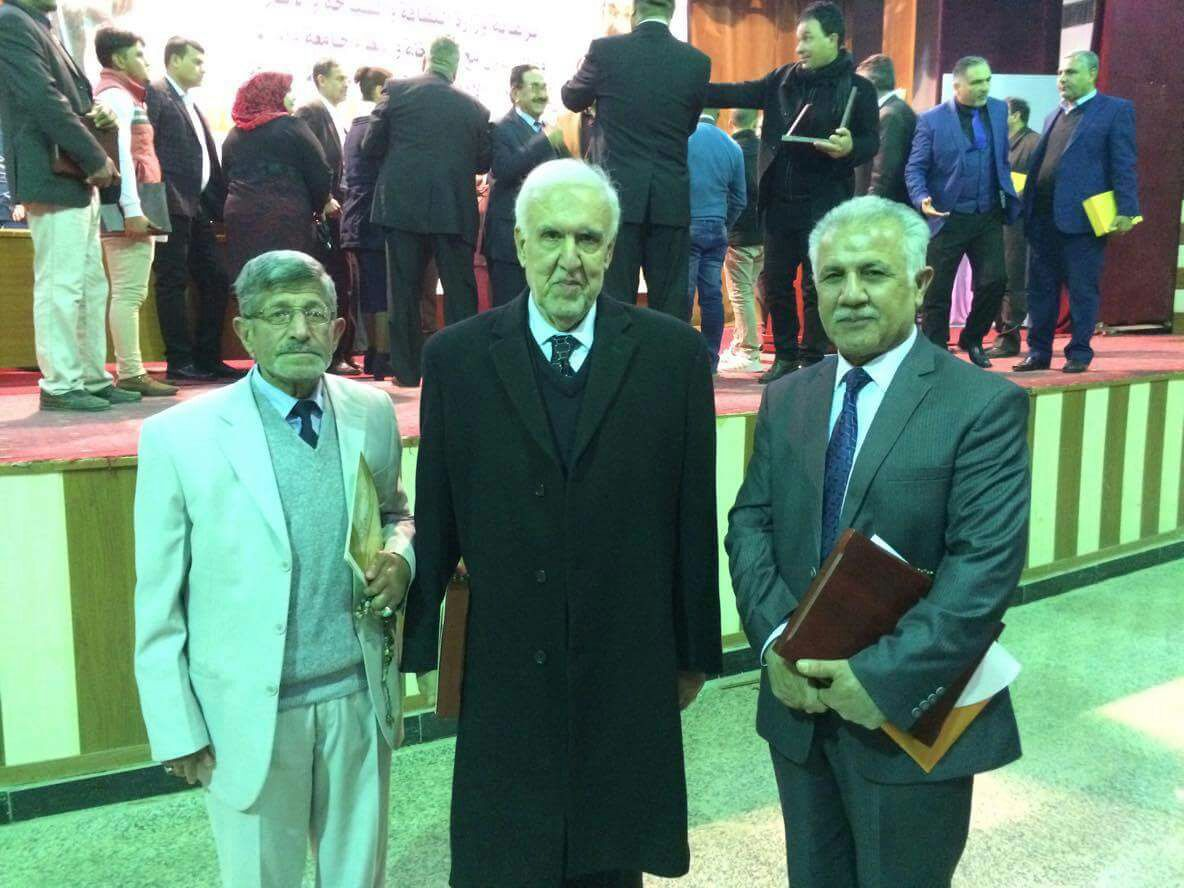

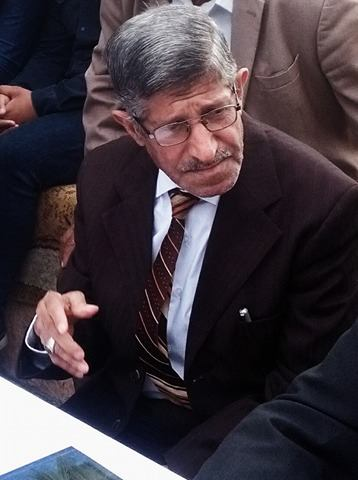

## المصادر

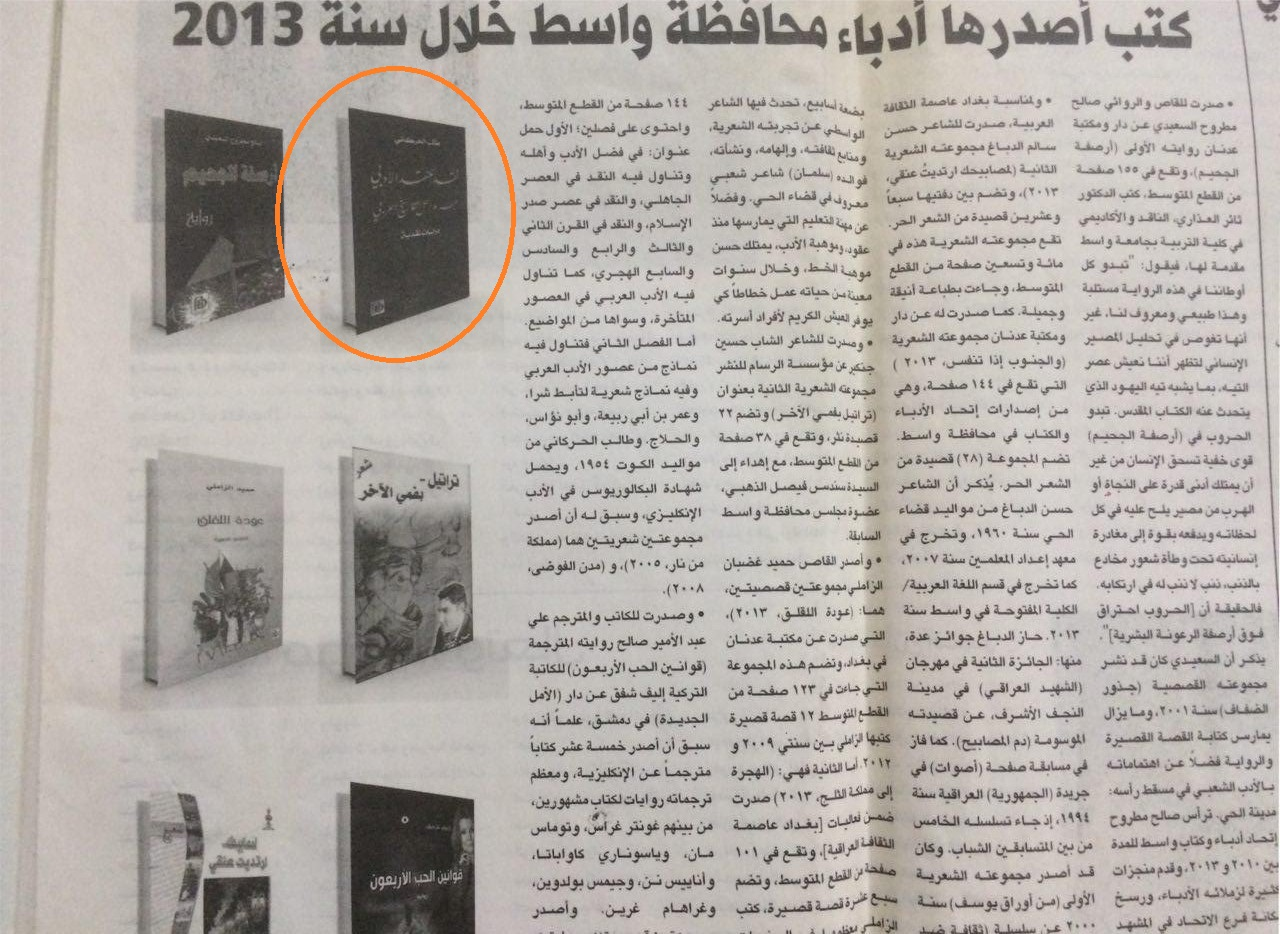

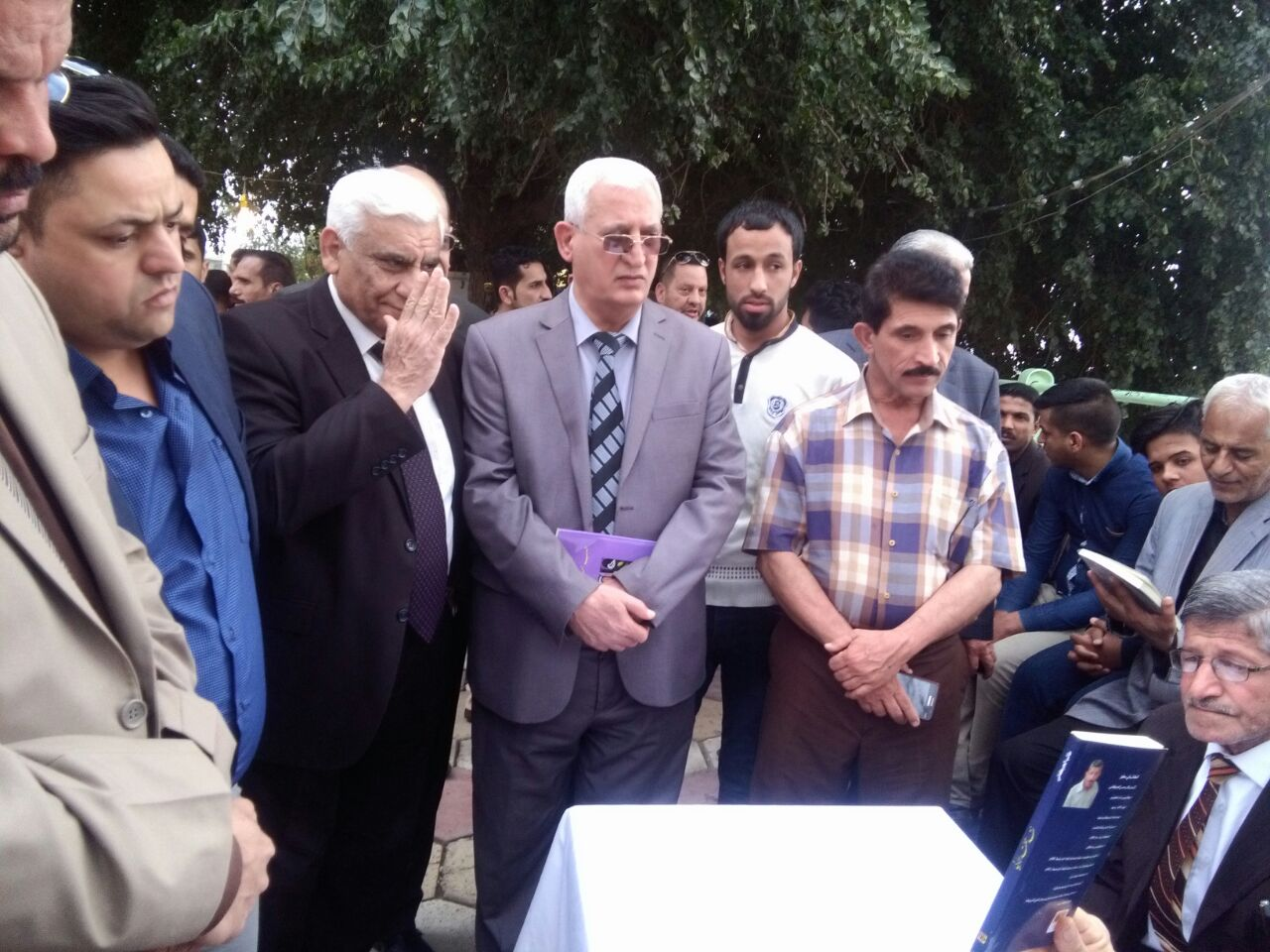

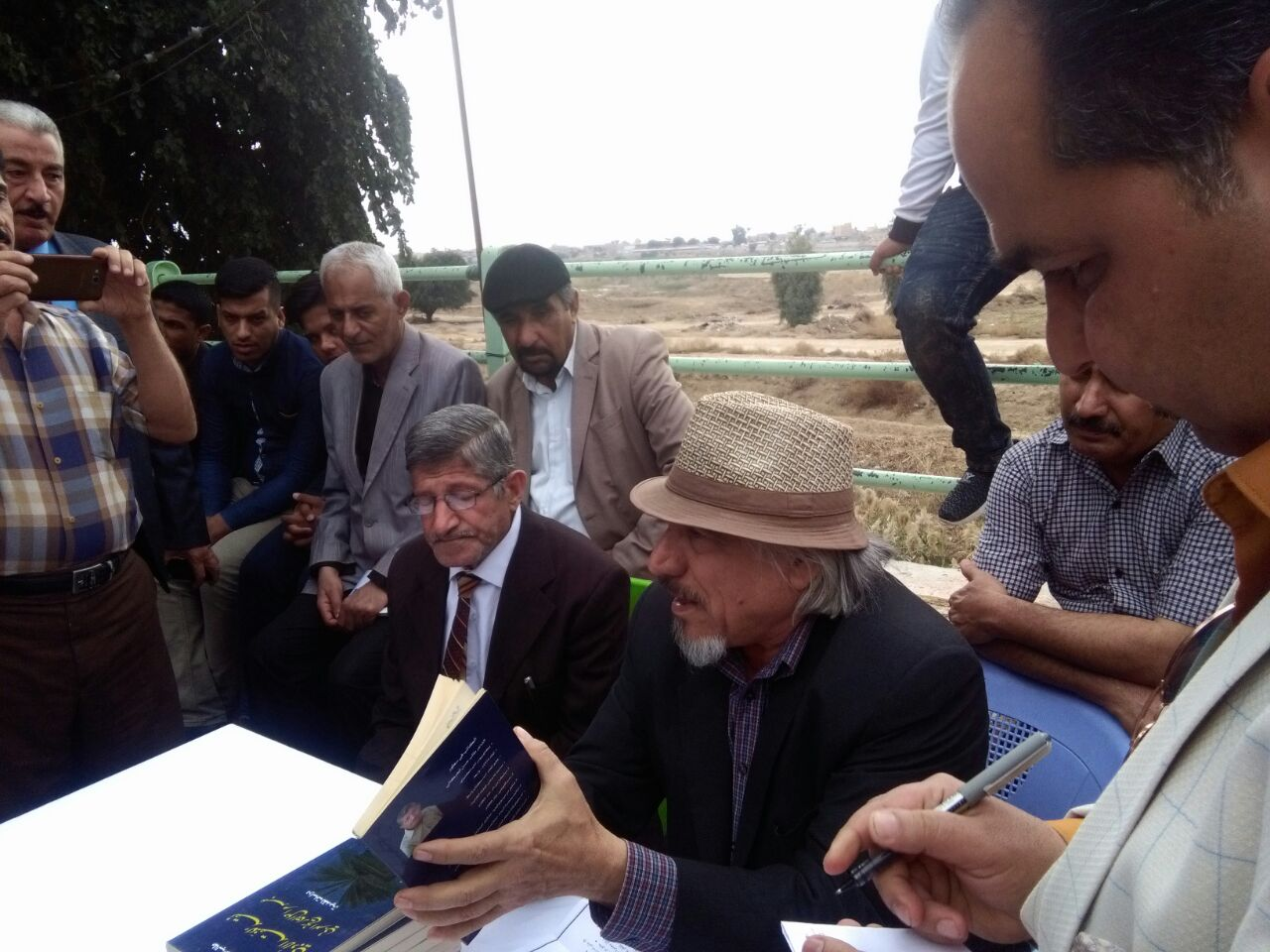

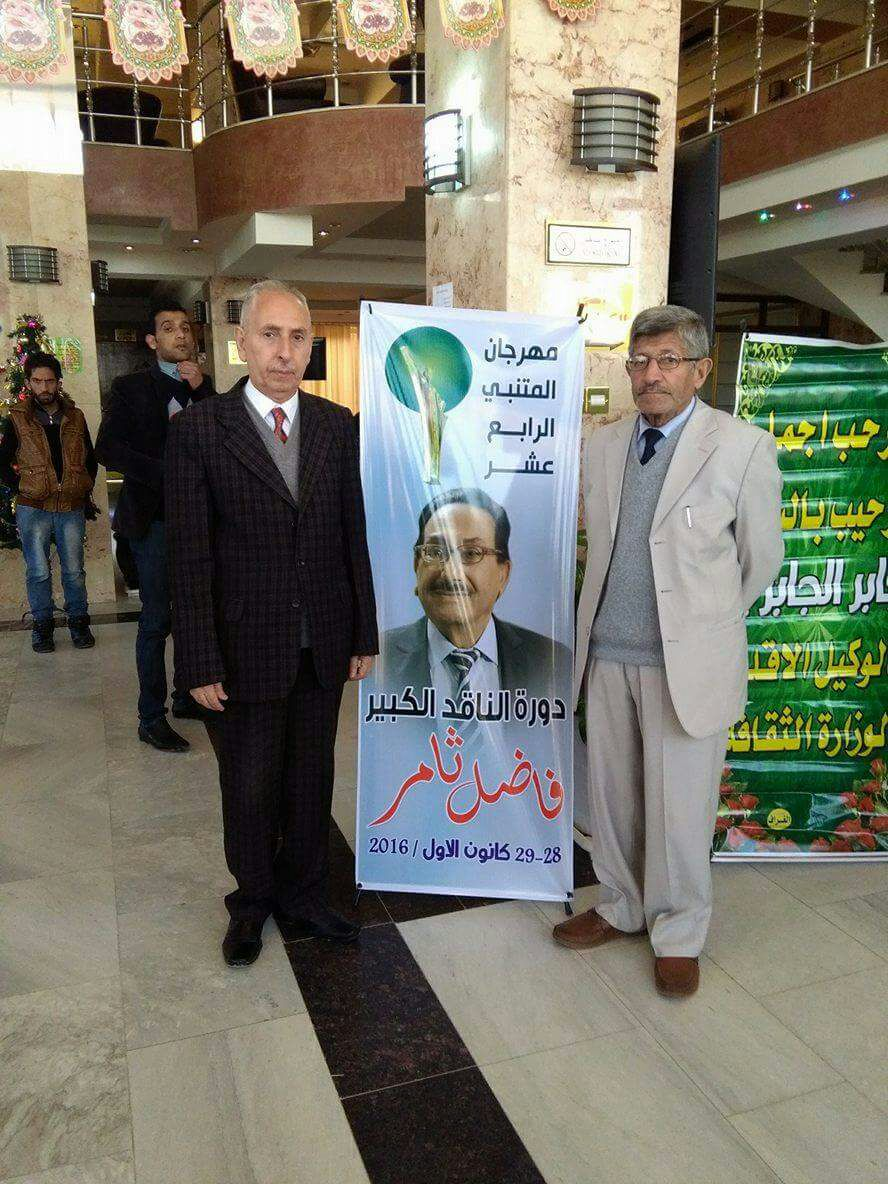

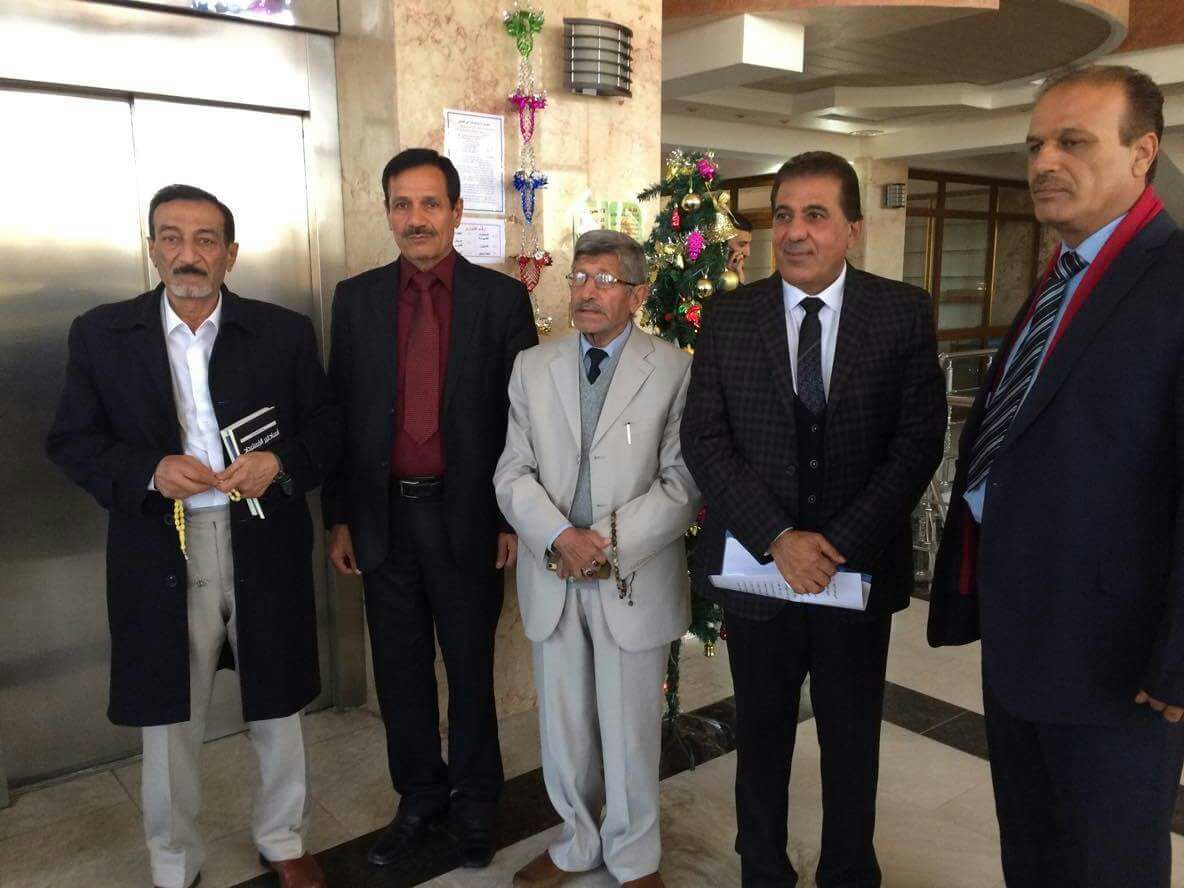

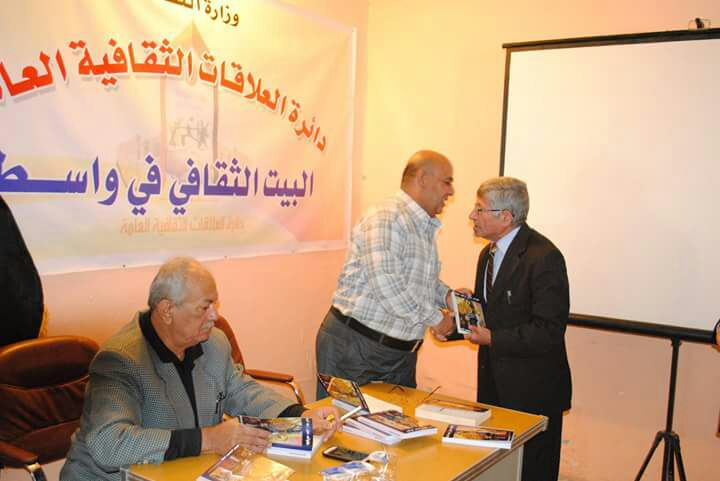

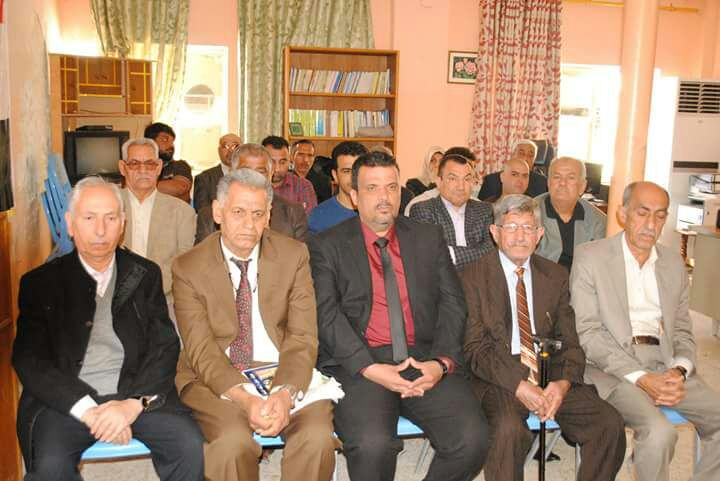

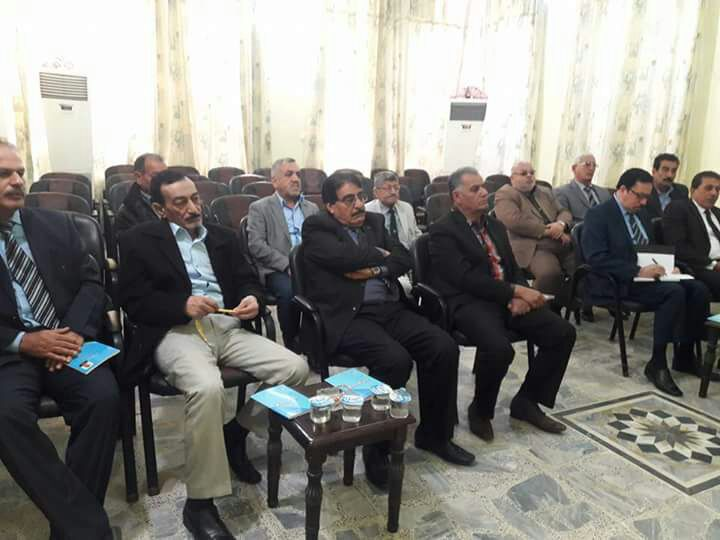